# Gyaltsen Norbu

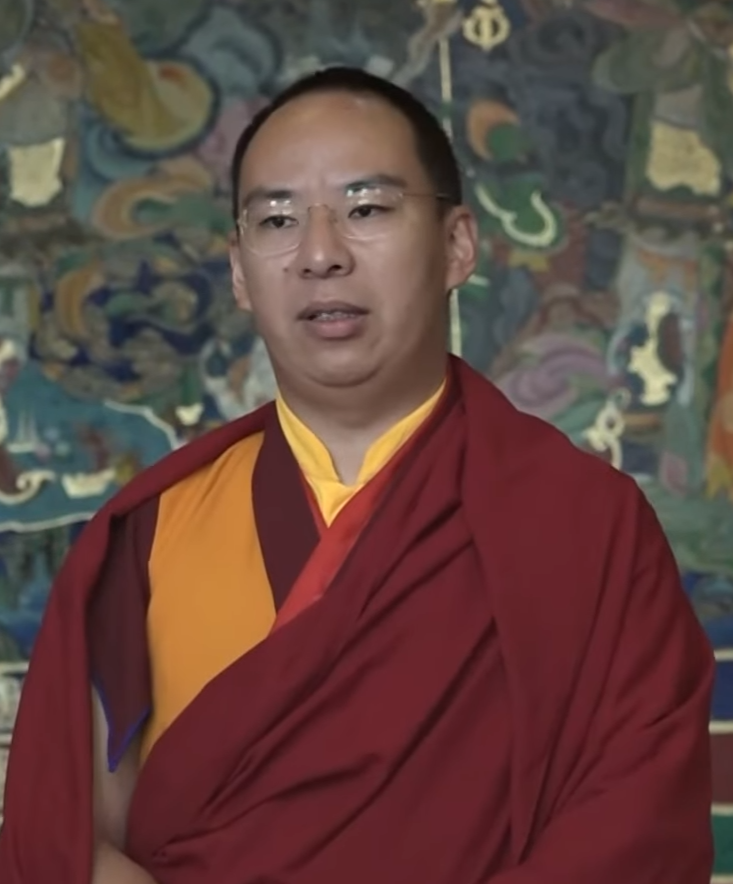

Gyaltsen Norbu (tiếng Tây Tạng: ཆོས་ཀྱི་རྒྱལ་པོ་, sinh 13 tháng 2 năm 1990), còn gọi là Erdini Qoigyijabu, được chính quyền Cộng hòa Nhân dân Trung Hoa phong làm Ban Thiền Lạt Ma đời thứ 11 của Tây Tạng. Nhưng Chính phủ Tây Tạng lưu vong kiên quyết rằng Gyaltsen không thật sự là Ban Thiền Lạt Ma thứ 11.

## Được chọn
Vào tháng 5 năm 1995, đức Ðạt Lai Lạt Ma đã chọn một cậu bé sáu tuổi, tên Gedhun Choekyi Nyima, là Ban Thiền Lạt Ma đời thứ 11. Cậu bé và gia đình đã biến mất ngay sau đó. Các nhóm tranh đấu cho nhân quyền trên thế giới nói người này đã bị quản thúc tại gia, một điều chính quyền cộng sản Trung Quốc bác bỏ nhưng không chịu cho biết là gia đình này sau đó ở đâu.
Ít tháng sau đó, chính quyền Bắc Kinh loan báo thiếu niên Norbu được phong nhậm làm Ban Thiền Lạt Ma đời thứ 11, người có vị trí quan trọng hàng thứ nhì trong Phật giáo Tây Tạng.

## Lời tuyên bố sau kỷ niệm 50 năm nổi dậy
Vào chủ nhật, 15 tháng 3 năm 2009, Gyaltsen Norbu đã lên tiếng kêu gọi dân chúng Tây Tạng phải biết quý những tiến bộ kinh tế mà vùng Hy Mã Lạp Sơn đã có được dưới sự cai trị của Trung Quốc, một ngày sau dịp kỷ niệm 50 năm có cuộc nổi dậy bất thành của dân chúng Tây Tạng đưa đến việc đức Ðạt Lai Lạt Ma phải lưu vong và một năm sau ngày có những cuộc biểu tình đẫm máu chống Trung Quốc ở thủ phủ Lhasa.
Trong hai thập niên qua, Bắc Kinh đã đổ hàng tỉ Mỹ kim vào các chương trình đầu tư và phát triển ở vùng Tây Tạng, giúp nâng cao đời sống dân chúng nơi đây. Tuy nhiên nhiều người Tây Tạng nói rằng những kế hoạch này chỉ nhằm giúp đưa thêm người Hán đến Tây Tạng và sự kiểm soát chặt chẽ của chính quyền Trung Quốc về mọi mặt, kể cả tôn giáo, đang tiêu diệt văn hóa và bản sắc dân tộc Tây Tạng.
"Những người sống ở Tây Tạng phải quý trọng sự thịnh vượng và hạnh phúc ngày hôm nay", theo lời Gyaltsen Norbu, theo nguồn tin từ Tân Hoa Xã, cơ quan thông tấn nhà nước Trung Quốc. Norbu đã đưa ra lời phát biểu náy sau khi đến xem một cuộc triển lãm ở Bắc Kinh đánh dấu năm thứ 50 ngày xảy ra cuộc nổi dậy năm 1959. Cuộc triển lãm này cho thấy các hình ảnh và tài liệu mô tả việc giới lãnh đạo và quân đội Trung Quốc giúp người dân Tây Tạng như thế nào. "Trước năm 1959", một tấm bích chương nói "Tây Tạng là một nơi đen tối và khốn khổ."